# Liste des préfets de l'Aveyron
Liste des préfets de l'Aveyron depuis la création de la fonction en 1800.
Le siège de la préfecture est à Rodez.

## Consulat et Premier Empire (An VIII- 1815)
| Période          | Période | Identité                           | Fonction précédente              | Observation                              |
| ---------------- | ------- | ---------------------------------- | -------------------------------- | ---------------------------------------- |
| 2 mars 1800      | 1808    | François-Godefroy Desaincthorent   | Membre Conseil des Cinq-Cents    | Journaliste de son premier métier        |
| 12 mai 1808      | 1810    | Michel-Augustin de Goyon           | Sous-préfet de Montaigu (Vendée) | Passe à la préfecture de la Méditerranée |
| 30 novembre 1810 |         | Joseph Girod de Vienney de Trémont |                                  | Préfet des Ardennes (Cent-Jours)         |

## Première Restauration
| Période         | Période | Identité         | Fonction précédente | Observation                       |
| --------------- | ------- | ---------------- | ------------------- | --------------------------------- |
| 15 juillet 1814 | 1815    | Julien Bessières | Préfet du Gers      | Passe à la préfecture de l'Ariège |

## Cent-Jours
| Période      | Période | Identité                         | Fonction précédente       | Observation |
| ------------ | ------- | -------------------------------- | ------------------------- | ----------- |
| 6 avril 1815 | 1815    | Nicolas Séverin Marceau-Villeray | Sous-préfet de Châteaudun |             |

## Seconde Restauration (1815-1830)
Liste des préfets de la Seconde Restauration (1815-1830)
- Joseph, comte d’Estourmel (1783-1852) : 12 juillet 1815
- Le comte de Murat (1779-1854) : 8 juillet 1818
- Joseph-Philippe-Charles d’Arros (né le 19/09/1779 à Plappeville (Moselle) - mort le 20/11/1855 à Metz) : 19 juillet 1820
- Antoine Jules Gabriel Ferrand, vicomte Ferrand : 3 mars 1828
- Louis Anicet de Blanc de Guizard : 12 août 1830

## Monarchie de Juillet (1830-1848)
Liste des préfets de la monarchie de Juillet (1830-1848)
- Rozet : 25 mai 1834
- Marquier : 2 décembre 1836
- Ed. Mazères : 23 juillet 1837
- Louis Anicet de Blanc de Guizard : 1839

## Deuxième République (1848-1851)
Commissaires du Gouvernement provisoire de 1848 (1848-1851)
- Pierre-Alfred Raginel, publiciste socialiste, commissaire du gouvernement (né vers 1813) : 7 mars 1848
- Galtier-Boissière, commissaire du gouvernement (originaire de Saint-Affrique) : 21 mars 1848
- Gazard : 11 juillet 1848
- Touret : 20 octobre 1848
- André Marie Paul Juvénal Fluchaire (né le 18 juillet 1814 à Grenoble) : 10 janvier 1849
- Jules Amable Benoit Rampand (né le 25 décembre 1804 au Malzieu-ville (Lozère) - décédé à Paris en 1868) : 9 mai 1852

## Second Empire (1851-1870)
Liste des préfets du Second Empire (1851-1870)
- Léon Mouzard Sencier : 4 novembre 1853
- Numa Baragnon : 26 novembre 1856
- Demonts : 1er mai 1857
- Alphonse Boby de la Chapelle : 22 janvier 1862
- Izoard : 23 juillet 1863
- Le baron de Saint-Priest : 5 octobre 1867
- Nau de Beauregard : 12 novembre 1868

## Troisième République (1870-1940)
Liste des préfets de la IIIe République (1870-1940)
- Louis Oustry (enfant trouvé le 9 février 1822 à Rodez) : 6 septembre 1870
- Jean-Marie-Félix Cottu, baron (né le 9 septembre 1821 à Paris) : 7 août 1871
- Jean-Charles Gustave de Toustain du Manoir (né le 22 janvier 1817 à Poitiers - décédé en mars 1878) : 8 mai 1872
- Louis Joseph Sciption Alfred Doncieux (né le 4 septembre 1823 à Bourgoin) : 15 février 1873
- Henri Arnal de Serres : 26 mai 1873
- Paul Marie Fabre : 13 avril 1876
- Émile Lorois : 17 mai 1877
- Louis Assiot : 30 décembre 1877
- Edouard Jean Eugène Frédéric Camille Haward de la Blotterie (né le 22 mai 1843 à Angers - mort le 21 octobre 1928 au château de Lirec à Bignoux (86)) : 25 juillet 1878
- Galtier : 15 mars 1879
- André de Trémontels : 18 novembre 1880
- Aristide Léopold Demangeat (né à Nantes le 13 octobre 1831) : 1er septembre 1882
- 4 avril 1883-25 avril 1885 Charles Marie Joseph Bardon :(Sous-préfet d'Alès) Nommé préfet de la Haute-Savoie
- 25 avril 1885 Léon Pierre Dumesnil (né le 15 décembre 1851 à Dijon)
- Jean Bonnier : 5 octobre 1888
- Simon Emile Moussard[3] : 18 mars 1895
- Henri Collignon : 16 juillet 1898
- Ernest Moullé : 8 novembre 1898
- Marie : 25 mars 1901
- Julien François Joseph Rocault (1853 - 1923)[4] : 5 septembre 1904
- Claude Clémént Buellet (né à Saint-Martin-le-Chatel le 16 mai 1861) : 14 décembre 1907
- Jean Georges Reyss (né à Paris le 30 décembre 1859, décédé à Négrepelisse en 1922) : 3 octobre 1910, auparavant préfet des Hautes-Alpes
- François Parfait Gaston Allain : 10 mai 1913[5]
- Henri Jean François Cassé-Barthe (né en 1872) : 25 juin 1918
- Jean Charles Paul Grillon (mort le 8 septembre 1924): 16 février 1921
- Louis Callard : 1er novembre 1924[6]
- Étienne Larquet : 1er juillet 1926
- Gustave Vié (1881-1952): 1er juillet 1930
- A. Antony : 16 novembre 1932
- Albert Gabriel Heumann (né le 31/03/1884 à Saint-Cyr) [7]  : 12 décembre 1934
- Jean Moulin : 28 janvier 1937
- Maurice Belliard : 12 juin 1937
- Jean Moulin : 1er juin 1938
- d'Estarac : 21 février 1939

## Régime de Vichy sous l'Occupation (1940-1944)
Liste des préfets du Régime de Vichy sous l'Occupation (1940-1944)
- Charles Marion : 25 septembre 1940 - décembre 1943
- Louis Dupiech : 6 février 1944 - juillet 1944, résistant mort en déportation
- Marcel Chapron : juillet 1944

## République du Gouvernement provisoire de la République française et de la Quatrième République (1944-1958)
Liste des préfets et commissaires de la République du GPRF et de la Quatrième République (1944-1958)
- Jean Moisset, représentant des Mouvements unis de la Résistance, désigné à titre provisoire du 18 au 24 août 1944
- Edouard Laguerre, nommé par le Gouvernement provisoire de la République française le 24 août 1944 - 1er février 1945
- Etienne Edouard Georges Pépin (né le 10/03/1887) [8] : 1er février 1945
- André Rogues : 1er juillet 1947
- Deshayes : 20 août 1950
- Pierre Dupuch : 1er mai 1951[9]
- Maurice Bonafous : 28 janvier 1953
- Pierre Aubert : décembre 1956

## Cinquième République (Depuis 1958)
| Période           | Période           | Identité                           | Fonction précédente                                                                                          | Observation                                                                      |
| ----------------- | ----------------- | ---------------------------------- | --- | -------------------------------------------------------------------------------- |
| 17 août 1958      |                   | Albert Bonhomme                    | |                                                                                  |
| 14 septembre 1960 |                   | Michel Lamoriette                  | |                                                                                  |
| 18 janvier 1965   |                   | René Denizot                       | |                                                                                  |
| 29 novembre 1967  |                   | Jean Brachard                      | |                                                                                  |
| 18 mars 1970      |                   | Pierre Cazejust                    | |                                                                                  |
| septembre 1971    |                   | Georges Badault                    | |                                                                                  |
| 11 février 1974   |                   | Jean-Baptiste Prot                 | |                                                                                  |
| avril 1975        |                   | Julien Vincent                     | |                                                                                  |
| 6 mai 1977        |                   | Paul Bernard                       | |                                                                                  |
| 9 juin 1981       | 2 février 1983    | Jean Resungles                     | |                                                                                  |
| 2 février 1983    | 8 mars 1985       | Édouard Lacroix                    | | Nommé préfet de la Martinique                                                    |
| 8 mars 1985       | 15 juin 1987      | Philippe Callède                   | |                                                                                  |
| 15 juin 1987      |                   | Éric Degremont                     | |                                                                                  |
| 1 février 1989    | 24 avril 1991     | Roger Benmebarek                   | |                                                                                  |
| 24 avril 1991     | 24 juin 1993      | Gilles Kilian                      | Secrétaire général de la préfecture du Val-de-Marne                                                          | Nommé préfet de la Manche                                                        |
| 24 juin 1993      | 17 octobre 1996   | Jean Fedini                        | | Nommé préfet de la Guadeloupe                                                    |
| 27 novembre 1996  | 28 avril 1999     | Jean-Christian Cady                | Préfet des Hautes-Alpes                                                                                      |                                                                                  |
| 28 avril 1999     | 18 septembre 2001 | Anne-Marie Escoffier               | Inspectrice générale de l'administration                                                                     | Nommée préfète de l'Yonne                                                        |
| 18 septembre 2001 | 28 novembre 2003  | Pierre Bayle                       | Préfet de Mayotte                                                                                            |                                                                                  |
| 9 janvier 2004    | 1er février 2007  | Chantal Jourdan                    | Préfète du Lot                                                                                               | Nommée membre du Conseil supérieur de l'administration territoriale de l'Etat    |
| 1er février 2007  | 28 juillet 2008   | Georges Geoffret                   | Préfet du Lot                                                                                                |                                                                                  |
| 28 juillet 2008   | 25 novembre 2009  | Vincent Bouvier                    | Préfet de Mayotte                                                                                            |                                                                                  |
| 25 novembre 2009  | 14 octobre 2011   | Danièle Polvé-Montmasson           | Préfète de Tarn-et-Garonne                                                                                   | Nommée préfète de la Charente                                                    |
| 14 octobre 2011   | 18 septembre 2014 | Cécile Pozzo di Borgo              | | Nommé administratrice supérieure des Terres australes et antarctiques françaises |
| 18 septembre 2014 | 17 septembre 2015 | Jean-Luc Combe                     | Préfet du Cantal                                                                                             |                                                                                  |
| 24 septembre 2015 | 8 décembre 2017   | Louis Laugier                      | Secrétaire général de la préfecture des Bouches-du-Rhône                                                     | Nommé préfet de la Savoie                                                        |
| 8 décembre 2017   | 29 juillet 2020   | Catherine Sarlandie de la Robertie | Professeure des universités, rectrice                                                                        |                                                                                  |
| 29 juillet 2020   | 24 octobre 2022   | Valérie Michel-Moreaux             | |                                                                                  |
| 24 octobre 2022   | 31 octobre 2024   | Charles Giusti                     | Préfet des Terres australes et antarctiques françaises                                                       | Nommé préfet de l'Eure                                                           |
| 6 novembre 2024   | En cours          | Claire Chauffour-Rouillard         | Secrétaire générale aux moyens mutualisés de la préfecture de la région d'Ile-de-France, préfecture de Paris |                                                                                  |